# 菅野悦子
菅野 悦子（すがの えつこ、1942年12月8日 - ）は、日本の政治家、元日本共産党衆議院議員(1期)。

## 来歴
大阪府出身。1961年、大阪府立港高校卒業。その後、住友生命に入社。1989年の参院選に比例区から立候補したが落選。翌1990年の総選挙で村上弘の後継として、旧大阪3区から立候補して当選。1993年の総選挙で落選。1995年の参院選に比例区から立候補して落選。1996年の総選挙で比例近畿ブロックから立候補したが次点で落選した。2000年の総選挙でも比例近畿ブロックから立候補したが落選した。2002年補欠選挙、2003年の総選挙では大阪10区から立候補したがいずれも落選している。